# Mount Wilson, Antarktis
Mount Wilson är ett berg i Antarktis. Det ligger i Västantarktis. Argentina, Chile och Storbritannien gör anspråk på området. Toppen på Mount Wilson är 1 300 meter över havet.
Terrängen runt Mount Wilson är bergig åt nordväst, men åt sydost är den kuperad. Trakten är obefolkad. Det finns inga samhällen i närheten.